# Epiphragma (Epiphragma) subinsigne
Epiphragma (Epiphragma) subinsigne is een tweevleugelige uit de familie steltmuggen (Limoniidae). De soort komt voor in het Palearctisch gebied.